# Saint-André-de-Cubzac
Saint-André-de-Cubzac település Franciaországban, Gironde megyében. Lakosainak száma 12 786 fő (2022. január 1.). Saint-André-de-Cubzac Cubzac-les-Ponts, Saint-Gervais, Saint-Vincent-de-Paul, Saint-Romain-la-Virvée, La Lande-de-Fronsac, Val de Virvée és Virsac községekkel határos.

## Híresség
- Itt született és itt nyugszik Jacques-Yves Cousteau, vagyis Cousteau kapitány 1910. június 11-én (mh., Párizs, 1997. június 25.) közismert francia tengerkutató,

## Népesség
A település népessége az elmúlt években az alábbi módon változott:
| Lakosok száma | 4572 | 5243 | 6341 | 8306 | 10 495 | 10 791 | 11 464 | 12 372 | 12 735 | 12 786 |
|               | 1968 | 1982 | 1990 | 2006 | 2013   | 2015   | 2017   | 2019   | 2020   | 2022   |